# Тім Расс
Тім Даррелл Расс (англ. Tim Darrell Russ; 22 червня 1956) — американський актор, режисер, сценарист та музикант. Одна з найвідоміших його ролей — лейтенант-командер Тувок в серіалі «Зоряний шлях: Вояджер».

## Біографія
Тімоті Расс народився 22 червня 1956 році у Вашингтоні в сім'ї офіцера ВПС Волта і держчиновниці Джозефін. Він і його молодші рідні брати Майкл і Анджела росли на декількох військових базах в Ніагарі, Ельмендорфі (Аляска), Омасі, Тайвані, Філіппінах і Туреччині. Середню школу він закінчив у 1974 році у Римській вільній академії. Расс закінчив університет Святого Едварда, де здобув ступінь театрального мистецтва. Згодом закінчив аспірантуру в Університету штату Іллінойс.

## Фільмографія
| Рік       |    | Українська назва                             | Оригінальна назва                        | Роль                                                                                               |
| --------- | -- | -------------------------------------------- | ---------------------------------------- | -------------------------------------------------------------------------------------------------- |
| 1985—1987 | с  | Блюз Гілл-стріт                              | Hill Street Blues                        | фельдшер / Бертон / Бен Чайлдерс (3 серії)                                                         |
| 1985      | с  | Сутінкова зона                               | The Twilight Zone                        | Офіцер №2 (серія «Кентуккі Рай»)                                                                   |
| 1986      | ф  | Перехрестя                                   | Crossroads                               | Роберт Джонсон                                                                                     |
| 1986      | ф  | Клин клином                                  | Fire with Fire                           | Джеррі Вашингтон                                                                                   |
| 1986      | с  | Дивовижні історії                            | Amazing Stories                          | охоронець №1 (серія «Ти повинен мені повірити»)                                                    |
| 1986      | с  | Серце міста                                  | Heart of the City                        | Коллінз (серія «Коли настав поштовх»)                                                              |
| 1987      | ф  | Космічні яйця                                | Spaceballs                               | мисливець                                                                                          |
| 1987      | ф  | Жага смерті 4: Розгром                       | Death Wish 4: The Crackdown              | Джессі                                                                                             |
| 1987      | с  | Джейк і Товстун                              | Jake and the Fatman                      | Піт (серія «Брате, ти не можеш заощадити ні копійки?»)                                             |
| 1987      | с  |                                              | Starman                                  | Тайрон Вашингтон (серія «Система»)                                                                 |
| 1987      | с  | Сутінкова зона                               | The Twilight Zone                        | лучник (серія «Голоси на Землі»)                                                                   |
| 1987      | с  | Тридцять-з-чимось                            | Thirtysomething                          | продавець (серія «Пілот»)                                                                          |
| 1987      | с  | Стук                                         | Throb                                    | людина №2 (серія «Чий це переворот?»)                                                              |
| 1987—1988 | с  | Дорожник                                     | The Highwayman                           | DC Монтана (9 серій)                                                                               |
| 1987      | тф | Співрозмовники                               | Timestalkers                             | сержант Філтон                                                                                     |
| 1988      | ф  | Птах                                         | Bird                                     | Гарріс                                                                                             |
| 1988      | ф  | Пульс                                        | Pulse                                    | поліцейський                                                                                       |
| 1988      | с  | Джамп-стріт, 21                              | 21 Jump Street                           | Рей Девіс (серія «Ковзання у темряву»)                                                             |
| 1988      | тф |                                              | Roots: The Gift                          | раб Марселлус                                                                                      |
| 1989      | с  | Нація прибульців                             | Alien Nation                             | Рональд Кетнес (серія «Пілот»)                                                                     |
| 1989      | с  | Красуня і Чудовисько                         | Beauty And The Beast                     | лейтенант Ерік Паркер (серія «Палиці та камені»)                                                   |
| 1989      | с  | Люди по сусідству                            | The People Next Door                     | автовідповідач (2 серії)                                                                           |
| 1990      | с  |                                              | Cop Rock                                 | присяжний (2 серії)                                                                                |
| 1990      | с  | Справи сімейні                               | Family Matters                           | Джефф (серія «Сидячи красиво»)                                                                     |
| 1990      | с  | Жахи на вулиці В'язів. Серіал: Кошмари Фреді | Freddy's Nightmares                      | доктор Генрі Пікар (серія «Пил у пил»)                                                             |
| 1990      | с  | Манкузо, ФБР                                 | Mancuso, F.B.I.                          | Рашад (серія «Змова»)                                                                              |
| 1990—1992 | с  | Принц із Беверлі-Гіллз                       | The Fresh Prince of Bel-Air              | Юджин / агент Коллінз (серії «Коли -небудь твій принц буде в силі, пт. 1 і пт. 2» і «Це були дні») |
| 1991      | ф  | Переддень руйнувань                          | Eve of Destruction                       | Картер                                                                                             |
| 1991      | с  | Історії життя                                | Lifestories                              | KC (серія «Дарріл Тевіс»)                                                                          |
| 1991      | тф | Мертва тиша                                  | Dead Silence                             | заступник Раян                                                                                     |
| 1992      | ф  | Нічне стеження 2                             | Night Eyes 2                             | Джессі                                                                                             |
| 1992      | ф  | Містер суботній вечір                        | Mr. Saturday Night                       | помічник директора                                                                                 |
| 1992      | с  | Текіла і Бонетті                             | Tequila and Bonetti                      | Лінк (серія «Кадиллак троянд»)                                                                     |
| 1993      | с  | Побачення з містером Купером                 | Hangin' with Mr. Cooper                  | Віктор (серія «Сеул Шейк»)                                                                         |
| 1993      | с  |                                              | Living Single                            | офіцер Тейлор (серія «Грабіжник у домі»)                                                           |
| 1993      | с  | Мерфі Браун                                  | Murphy Brown                             | офіцер секретної служби (серія «Яйце і я»)                                                         |
| 1993      | с  | Зоряний шлях: Наступне покоління             | Star Trek: The Next Generation           | Девор (серія «Шахта зоряного корабля»)                                                             |
| 1993—1995 | с  | Зоряний шлях: Глибокий космос 9              | Star Trek: Deep Space Nine               | Т'Кар / Тувок (2 серії)                                                                            |
| 1993      | тф | Подорож до центру Землі                      | Journey to the Center of the Earth       | заступник Раян                                                                                     |
| 1994      | ф  | Смертельний зв'язок                          | Final Combination                        | детектив Чак Роланд                                                                                |
| 1994      | ф  | Зоряний шлях: Покоління                      | Star Trek Generations                    | офіцер містка Enterprise-B                                                                         |
| 1994      | с  | Побачення з містером Купером                 | Hangin' with Mr. Cooper                  | Віктор (серія «Весільний дзвоник»)                                                                 |
| 1994      | с  | Район Мелроуз                                | Melrose Place                            | Роджер Чемберс (серія «Все-таки поганий світ»)                                                     |
| 1994      | с  | Морські пригоди                              | seaQuest DSV                             | Мартін "Майкрофт" Клеменс (серія «Фотонна куля»)                                                   |
| 1995—2001 | с  | Зоряний шлях: Вояджер                        | Star Trek: Voyager                       | лейтенант-командер Тувок (170 серій)                                                               |
| 1997      | мс | Людина-павук                                 | Spider-Man                               | Хобі Браун / Проулер (серія «Бродяга»)                                                             |
| 2000      | вг |                                              | Star Trek: Voyager – Elite Force         | лейтенант-командер Тувок                                                                           |
| 2002      | с  | Тепер в будь-який день                       | SpiderAny Day Now                        | присяжний (серія «Справжня річ»)                                                                   |
| 2003      | вг |                                              | Star Trek: Elite Force II                | лейтенант-командер Тувок                                                                           |
| 2005      | ф  | Кабінет доктора Калігарі                     | The Cabinet of Dr. Caligari              | міський діловод                                                                                    |
| 2005      | с  | Швидка допомога                              | ER                                       | доктор Медфорд (серія «Один у натовпі»)                                                            |
| 2005      | с  | Не така                                      | Unfabulous                               | офіцер Джонс (серія «Робота»)                                                                      |
| 2005      | вг |                                              | Law & Order: Criminal Intent             | Різні                                                                                              |
| 2006      | ф  | Оргазм в Огайо                               | The Oh in Ohio                           | Дуглас                                                                                             |
| 2006      | ф  | Неперевершений Гарольд                       | Unbeatable Harold                        | Diner Manager                                                                                      |
| 2006      | с  | NCIS: Полювання на вбивць                    | NCIS                                     | Джеррі Кемпер (серія «Небезпека»)                                                                  |
| 2006      | с  | Головний госпіталь                           | General Hospital                         | доктор Трент (4 серії)                                                                             |
| 2006      | с  | Двадцять хороших років                       | Twenty Good Years                        | Марті (3 серії)                                                                                    |
| 2006      | вг |                                              | Lost Planet: Extreme Condition           | Бандеро                                                                                            |
| 2007      | ф  | Міцний горішок 4.0                           | Live Free or Die Hard                    | агент Саммерс                                                                                      |
| 2007      | с  | Ханна Монтана                                | Hannah Montana                           | доктор Меєр (серія «Я - Ханна, почуй мене»)                                                        |
| 2007      | с  | Без сліду                                    | Without a Trace                          | Філ Хансен (серія «Хвостовий спін»)                                                                |
| 2007—2012 | с  | Ай-Карлі                                     | iCarly                                   | директор Тед Франклін (11 серій)                                                                   |
| 2007—2009 | с  | Хто така Саманта?                            | Samantha Who?                            | Френк швейцар (35 серій)                                                                           |
| 2008      | ф  |                                              | InAlienable                              | ведучий новин                                                                                      |
| 2009      | с  | Лінкольн-Гайтс                               | Lincoln Heights                          | директор (серія «Пощастило»)                                                                       |
| 2009      | с  | Довірся мені                                 | Trust Me                                 | Гордон Бенедикт (2 серії)                                                                          |
| 2009      | вг |                                              | Stormrise                                | Донован                                                                                            |
| 2009      | вг |                                              | Marvel: Ultimate Alliance 2              | Чорна Пантера                                                                                      |
| 2009      | вг |                                              | Dragon Age: Origins                      | Затріян                                                                                            |
| 2010      | с  | C.S.I.: Місце злочину Маямі                  | CSI: Miami                               | Леонард Стерлінг (серія «Розпад»)                                                                  |
| 2010      | с  | Таємне життя американського підлітка         | The Secret Life of the American Teenager | вікарій (серія «Бен, зробив це»)                                                                   |
| 2010—2011 | мс | Титан Симбіонік                              | Sym-Bionic Titan                         | Соломон (9 серій)                                                                                  |
| 2011      | ф  | Бастіон                                      | Rampart                                  | член командування штабу №1                                                                         |
| 2011      | с  | Щасти, Чарлі!                                | Good Luck Charlie                        | Доктор Меєрс (серія «LARP у парку»)                                                                |
| 2011      | с  | Форс-мажори                                  | Suits                                    | Доктор Меєрс (серія «Криза ідентичності»)                                                          |
| 2011      | с  | Молоді і зухвалі                             | The Young and the Restless               | Суддя Моррісон (епізоди 9,741 та 9,742)                                                            |
| 2012      | с  | Людина-Душа                                  | The Soul Man                             | Девон (серія «Як бути церковною дамою»)                                                            |
| 2012      | вг |                                              | The Secret World                         | Гаррісон Блейк                                                                                     |
| 2013      | с  | Касл                                         | Castle                                   | доктор Малькольм Вікфілд (серія «Час покаже»)                                                      |
| 2013      | с  | Хлопці з дітьми                              | Guys with Kids                           | фахівець (серія «Рідкісна порода»)                                                                 |
| 2013      | с  | Піддослідні                                  | Lab Rats                                 | спеціальний агент Гордон (серія «Паралельний Всесвіт»)                                             |
| 2013      | вг |                                              | Lightning Returns: Final Fantasy XIII    | різні голоси                                                                                       |
| 2013      | вг |                                              | Star Trek Online                         | Тувок                                                                                              |
| 2014      | ф  | Разом з ніччю                                | Alongside Night                          | генерал Джек Гердон                                                                                |
| 2014      | ф  | Астероїд проти Землі                         | Asteroid vs. Earth                       | капітан Роджерс                                                                                    |
| 2014      | ф  | Відтінки сірого                              | Ryan Dunlap                              | Гевін Келхун                                                                                       |
| 2014      | мс | Звичайне шоу                                 | Regular Show                             | сержант / пілот вертольота (серія «Портативний туалет»)                                            |
| 2014      | вг |                                              | The Elder Scrolls Online                 | Тувок                                                                                              |
| 2015      | ф  | Зоряний шлях: Ренегати                       | Star Trek: Renegades                     | Тувок                                                                                              |
| 2015      | ф  | Акулячий торнадо 3                           | Sharknado 3: Oh Hell No!                 | генерал Готліб                                                                                     |
| 2015      | с  | Нічна зміна                                  | The Night Shift                          | Босман (серія «Відновлення»)                                                                       |
| 2015      | вг |                                              | Fallout 4                                | капітан Келлс                                                                                      |
| 2016      | вг |                                              | Mirror's Edge Catalyst                   | Бірдман                                                                                            |
| 2016      | вг |                                              | Fallout 4: Far Harbor                    | Зілот Вере, капітан Келлс                                                                          |
| 2016      | вг |                                              | Mafia III                                | різні голоси                                                                                       |
| 2017      | с  | Добрий лікар                                 | The Good Doctor                          | пацієнт Чак (серія «Олівер»)                                                                       |
| 2017      | вг |                                              | Wolfenstein II: The New Colossus         | стрілець Джо                                                                                       |
| 2018      | ф  | 5-й пасажир                                  | 5th Passenger                            | командир Франклін                                                                                  |
| 2018      | ф  | Гра Феї                                      | A Fairy's Game                           | чорнокнижник                                                                                       |
| 2018      | ф  | Наркоман                                     | Junkie                                   | Мартін Грін                                                                                        |
| 2018      | ф  | Карма                                        | Karma                                    | Френк Гадсон                                                                                       |
| 2018      | ф  | Дік Дікстер                                  | Dick Dickster                            | Семмі Давас молодший                                                                               |
| 2018      | с  | Криміналісти: мислити як злочинець           | Criminal Minds                           | агент Лоуренс (серія «На краще місце»)                                                             |
| 2018      | с  | 9-1-1                                        | 9-1-1                                    | шлюбний радник (серія «Відпусти»)                                                                  |
| 2018      | с  | Морська поліція: Новий Орлеан                | NCIS: New Orleans                        | Фелікс (серія «Краватки, що зв'язують»)                                                            |
| 2018      | с  | Покращені пончики                            | Superior Donuts                          | професор Міллс (серія «Оцінки гніву»)                                                              |
| 2018      | с  | Супердівчина                                 | Supergirl                                | радник Джул-Ус (серія «Темна сторона Місяця»)                                                      |
| 2019      | ф  |                                              | Vitals                                   | хірург                                                                                             |
| 2019      | с  | Чорний понеділок                             | Black Monday                             | Волтер Дарсі (серія «339»)                                                                         |
| 2019      | с  |                                              | PEN15                                    | пан Вайзел (2 серії)                                                                               |
| 2019      | с  | Орвілл                                       | The Orville                              | доктор Шерман (серія «Тривалі враження»)                                                           |
| 2019      | с  | Незрозумілі файли НАСА                       | NASA's Unexplained Files                 | себе як астроном (серія «Невже інопланетяни зірвали Марс?»)                                        |
| 2019      | с  | Болотяна істота                              | Swamp Thing                              | доктор Чоурі (2 серії)                                                                             |
| 2019      | с  | Американська історія жаху: 1984              | American Horror Story: 1984              | Девід Чемберс (серія «Червоний світанок»)                                                          |
| 2019      | с  | Як уникнути покарання за вбивство            | How to Get Away with Murder              | суддя Кофі Бонапарт (серія «Я хочу бути вільним»)                                                  |
| 2019      | ф  | Опівнічне небо                               | The Midnight Sky                         | Брендан Грір                                                                                       |
| 2020      | с  | Ординатор                                    | The Resident                             | Тайрон Гріффітс (серія «Останній постріл»)                                                         |
| 2020      | вг |                                              | The Last of Us Part II                   | різні голоси                                                                                       |
| 2020      | вг |                                              | World of Warcraft: Shadowlands           | Теніос                                                                                             |
| 2021      | с  |                                              | Them                                     | Зберігач (2 серії)                                                                                 |
| 2021      | с  | Ай-Карлі                                     | iCarly                                   | директор Тед Франклін (серія «Я проклятий»)                                                        |